# حبالين

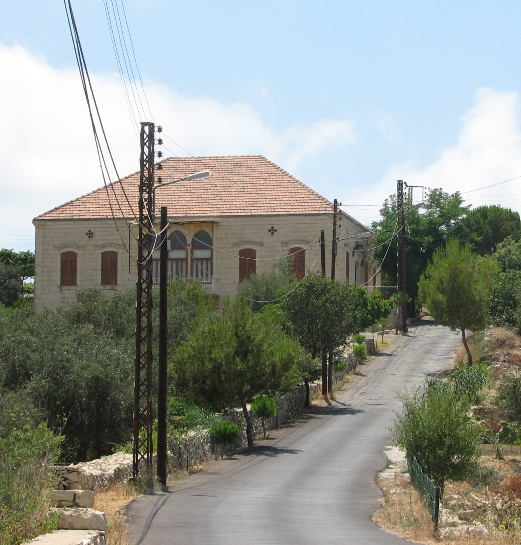
مدخل قرية عائلة نادر، حبالين

قرية حبالين هي قرية صغيرة تقع في جبيل في لبنان، على بعد 44 كم شمال العاصمة بيروت وعلى ارتفاع 540 مترًا، وهي مقابل عمشيت وغرفين وقبل بيت حبك مباشرة، تقع حبالين على تل صغير، يطل الجانب الشرقي منها على البحر الأبيض المتوسط.
بلغ عدد سكان القرية 161 نسمة، وهم من المسيحيين الموارنة، وقد هاجر جزء من السكان إلى أمريكا اللاتينية، وقد غادر الكثيرون في القرن العشرين إلى الإكوادور.
يوجد ثلاثة مصليات في القرية منها كنيسة القديسصوفي التي تقع على سفح في الجزء الشرقي من القرية.

## التاريخ
يعود وجود عائلة نادر في حبلاين إلى عام 1516 عندما أسس جدهم الحاج خليل نفسه، في عام 1516 بعد معركة مرج دبيك عندما هزم العثمانيون المماليك وغزوا لبنان وسوريا فر الحاج خليل مع شقيقيه «يونان وهبيش» من دير الأحمر بحثًا عن ملجأ في يانوه (تم منح لقب الحج للمسيحيين الذين أكمل الحج إلى القدس ) ومن يانوح، ذهب حبيش إلى غزير في قضاء كسروان حيث خدم الأمراء وحصلت على مكافأة مع شيخ اللقب، في حين ذهب يونان إلى قرية تسمى إده قرب جبيل وسمى نفسه باسم القرية من أجل إخفاء هويته الأصلية خوفا من القبائل الشيعية الموجودة في منطقة جبيل. انتقل الحاج خليل بعدها إلى ضواحي حبالين حيث أسس مزرعة ثم انتقل أحفاده إلى حبالين.

## روابط خارجية
- EXA- وكالات المجتمع المدني الإكوادور
- يمكن الاطلاع على عرض القمر الصناعي للقرية